# 배종옥
배종옥(1964년 5월 13일 ~ )은 대한민국의 배우이다.

## 출연작

### TV 드라마
- 1985년 KBS1 전원드라마 《해돋는 언덕》
- 1986년 KBS1 미니시리즈 《원효대사》
- 1986년 KBS1 대하드라마 《노다지》
- 1987년 KBS1 일일연속극 《푸른 해바라기》
- 1988년 KBS2 주말연속극 《순심이》
- 1989년 KBS2 미니시리즈 《왕룽일가》
- 1989년 KBS2 아침드라마 《일출》
- 1989년 KBS1 대하드라마 《지리산》
- 1990년 KBS2 주말연속극 《꽃 피고 새 울면》 ... 최승희 역
- 1990년 KBS2 어린이드라마 《5학년 3반 청개구리들》
- 1990년 MBC 청춘드라마 《우리들의 천국》 ... 미희 역
- 1991년 MBC 주말연속극 《고개숙인 남자》
- 1991년 KBS2 미니시리즈 《저린 손 끝》 ... 송인숙 역
- 1991년 KBS2 아침드라마 《하늬바람》 ... 미진 역
- 1991년 MBC 주간연속극 《도시인》
- 1991년 MBC 미니시리즈 《행복어사전》
- 1992년 MBC 미니시리즈 《여자의 방》 ... 영진 역
- 1993년 MBC 6.25특집극 《뜨거운 강》
- 1995년 MBC 단막극 《MBC 베스트극장 - 사랑한다면》 ... 승연 역
- 1995년 MBC 미니시리즈 《호텔》 ... 임정빈 역
- 1995년 MBC 아침드라마 《행복》 ... 송유경 역
- 1995년 MBC 특별기획드라마 《전쟁과 사랑》 ... 한지연 역
- 1995년 MBC 단막극 《MBC 베스트극장 - 섹스 모자이크에 관한 보고서》 ... 서해영 역
- 1995년 KBS2 주말연속극 《목욕탕집 남자들》 ... 김윤경 역
- 1996년 MBC 미니시리즈 《이혼하지 않는 이유》 ... 민혜기 역
- 1996년 KBS2 일일연속극 《원지동 블루스》 ... 최봉숙 역
- 1997년 KBS2 미니시리즈 《욕망의 바다》 ... 장서연 역
- 1997년 SBS 주말극장 《이웃집 여자》 ... 나용희 역
- 1997년 SBS 월요드라마 《재동이》 ... 주현지 역
- 1997년 SBS 월화드라마 《사랑하니까》 ... 은아 역
- 1998년 KBS2 미니시리즈 《거짓말》 ... 주성우 역
- 1998년 MBC 미니시리즈 《적과의 동거》 ... 은미경 역
- 1998년 SBS 일일드라마 《서울 탱고》 ... 장두희 역
- 2000년 KBS1 신년특집극 《세상의 아침》 ... 창수 처 역
- 2000년 SBS 주말극장 《왕룽의 대지》 ... 미애 역
- 2000년 KBS2 미니시리즈 《바보같은 사랑》 ... 정옥희 역
- 2000년 SBS 창사특집극 《빗물처럼》 ... 미자 역
- 2000년~2002년 SBS 일일시트콤 《웬만해선 그들을 막을 수 없다》 ... 배종옥 역
- 2001년 KBS1 일일연속극 《우리가 남인가요》 ... 박윤주 역
- 2002년 MBC 월화미니시리즈 《위기의 남자》 ... 김연지 역
- 2003년 MBC 소설극장 《그대 아직도 꿈꾸고 있는가》 ... 차문경 역
- 2004년 KBS2 수목미니시리즈 《꽃보다 아름다워》 ... 김미옥 역
- 2005년 MBC 새 봄 연작드라마 《떨리는 가슴》 ... 배종옥 역
- 2005년 KBS2 단막극 《HD TV문학관 - 내가 살았던 집》 ... 이유정 역
- 2006년 KBS2 HD 수목드라마 《굿바이 솔로》 ... 오영숙 역
- 2007년 SBS 월화드라마 《내 남자의 여자》 ... 김지수 역
- 2007년 KBS2 특집드라마 《우리를 행복하게 하는 몇 가지 질문》 ... 나연 역
- 2008년 MBC 주말연속극 《천하일색 박정금》 ... 박정금 역
- 2008년 KBS2 월화미니시리즈 《그들이 사는 세상》 ... 윤영 역
- 2010년 SBS 일일드라마 《호박꽃 순정》 ... 강준선 역
- 2010년 MBC 특별기획 주말드라마 《김수로》 ... 정견비 역
- 2011년~2012년 MBC 특별기획 주말드라마 《애정만만세》 ... 오정희 역
- 2013년 SBS 드라마 스페셜 《그 겨울, 바람이 분다》 ... 왕혜지 역
- 2013년 SBS 주말극장 《원더풀 마마》 ... 윤복희 역
- 2014년 JTBC 주말드라마 《12년만의 재회: 달래 된, 장국》 ... 최고순 역
- 2015년 KBS2 금요드라마 《스파이》 ... 박혜림 역
- 2015년 tvN 월화드라마 《풍선껌》 ... 박선영 역
- 2016년 MBC 월화드라마 《몬스터》 ... 정만옥 역
- 2017년 KBS2 일일연속극 《이름 없는 여자》 ... 홍지원 역
- 2018년 tvN 토일드라마 《라이브》 ... 안장미 역
- 2019년 tvN 월화드라마 《60일, 지정생존자》 ... 윤찬경 역
- 2019년 MBN/iHQ DRAMA 수목드라마 《우아한 가》 ... 한제국 역
- 2020년 tvN 토일드라마 《철인왕후》 ... 순원왕후 역
- 2021년 tvN 월화드라마 《어사와 조이》 ... 덕봉 역
- 2023년 ENA 수목드라마 《오랫동안 당신을 기다렸습니다》 ... 유정숙 역
- 2024년 KBS2 월화드라마 《함부로 대해줘》 ... 까미유 장 역
- 2024년 MBC 금토드라마 《백설공주에게 죽음을-Black Out》 … 예영실 역

### 영화
- 칠수와 만수(1988) ... 지나 역
- 나는 날마다 일어선다(1990) ... 은실 역
- 젊은 날의 초상(1990) ... 윤점숙 역
- 걸어서 하늘까지(1992) ... 지숙 역
- 깊은 슬픔(1997) ... 은실 역
- 마리이야기(2001) ... 남우 엄마 목소리
- 질투는 나의 힘(2003) ... 박성연 / 노내경 역
- 안녕, 형아(2005) ... 엄마 역
- 러브 토크(2005) ... 써니 역
- 아주 특별한 손님(2006) ... 보경 어머니 목소리
- 허브(2007) ... 김현숙 역
- 오감도(2009) ... 박화란 역
- 악몽(2011) ... 주연
- 세상에서 가장 아름다운 이별(2011) ... 김인희 역
- 바람의 춤꾼(2017) ... 내레이션(특별출연)
- 반드시 잡는다(2017) ... 민 사장 역
- 환절기(2018) ... 미경 역
- 결백(2020) ... 화자 역
- 킹메이커(2021) ... 희란 역

### 예능
- 2012년 MBC 황금어장 라디오스타 - 게스트
- 2014년 SBS 룸메이트 - 고정출연
- 2016년 MBC 미스터리 음악쇼 복면가왕 - 참가자 (알프스 소녀 하이디)
- 2018년 JTBC 냉장고를 부탁해 - 게스트
- 2018년 tvN 인생술집 - 게스트
- 2020년 KBS2 해피투게더 시즌4 - 게스트
- 2020년 SBS 런닝맨 - 게스트
- 2020년 JTBC 아는 형님 - 게스트
- 2022년 SBS 꼬리에 꼬리를 무는 그날 이야기 - 게스트
- 2024년 SBS 《강심장VS》게스트

### 연극
- 2010년 《욕망이라는 이름의 전차》: 블랑쉬 역
- 2013년 ~ 2014년 《그와 그녀의 목요일》: 50대 정연옥 역
- 2017년 《꽃의 비밀》: 자스민 역

### 뮤직비디오
- 2008년 김민종 - 이별도 사랑이다(천하일색 박정금 ost)

### CF
- 1985년 삼양식품 삼양 간장
- 1986년 삼양식품 삼양 김치라면(with. 김학래) 광고
- 1986년 CJ제일제당 백설햄 <치킨 비엔나, 금메달 쏘세지>
- 1986년 해양 지팽고
- 1986년 ~ 1987년 린나이코리아(린나이 가스 히터, 린나이 가스 스토브, 린나이 가스렌지, 린나이 가스렌지 "콘서트")
- 1987년 LG하우시스 LG 민속장판(with. 반효정)
- 1988년 한일합섬 제노바
- 1988년 SK케미칼 (구)동신제약 타마렌
- 1989년 ~ 1990년 동서식품 동서 보리차(with. 황정순)
- 1991년 ~ 1994년 신흥글로벌 미지트, 미지트엘다가구
- 1991년 ~ 1993년 인디에프 조이너스
- 1992년 ~ 1993년 옥시레킷벤키저 파워크린(with. 최수종)
- 1992년 ~ 1993년 삼양사 맛초롱(with. 이재룡)
- 1993년 빙그레 맛보면(with. 신애라, 고소영, 염정아)
- 1993년 ~ 1994년 JW중외제약 화콜
- 1993년 한국인삼공사 홍삼드링크
- 1993년 샤몽화장품
- 1994년 ~ 1995년 LG생활건강 맛그린 <맛그린 조미료(with. 문성근, 이영범), 맛그린 식혜, 맛그린 김치용 양념, 맛그린 즉석국>
- 1994년 위니아대우 대우 입체 냉장고 "탱크"(with. 고소영, 염정아, 박인환, 이홍렬, 이재룡, 이영하, 유인촌)
- 1994년 ~ 1995년 한독 미야리산 아이지(94 ~ 95년 당시의 딸 배채은과 함께 출연)
- 1996년 중흥건설 거평프레야(with. 유인촌, 이홍렬, 김희선, 이재룡)
- 1996년 농협중앙회 구, 축협중앙회 목우촌햄(with. KBS 2TV 목욕탕집 남자들 팀)
- 1996년 해태htb 쿨사이다(with. 윤여정, 김희선, 양희경, 정준 (KBS 2TV 목욕탕집 남자들 팀))
- 1997년 덕산건설 베스트텔
- 1997년 SK텔레콤 디지털 017(with. KBS 2TV 목욕탕집 남자들 팀)
- 2001년 제일약품 케펜텍(with. 유인촌, 염정아, 서인석)
- 2004년 ~ 2006년 오성어패럴 트레비스
- 2004년 세영종합건설 조은
- 2007년 AIA생명보험 원스톱 암 보험(with. 하유미)
- 2008년 동국제약 복합마데카솔&마테카솔 플러스 밴드(with. 안은정)
- 2013년 에큐온저축은행 119 머니

## 수상 및 후보
| 연도 | 시상식                 | 부문                              | 작품                           | 결과 |
| ---- | ---------------------- | --------------------------------- | ------------------------------ | ---- |
| 1987 | KBS 연기대상           | 여자 인기상                       | 노다지, 푸른 해바라기          | 수상 |
| 1991 | 제29회 대종상          | 여우조연상                        | 젊은 날의 초상                 | 수상 |
| 1991 | 제12회 청룡영화상      | 여우조연상                        | 젊은 날의 초상                 | 후보 |
| 1991 | MBC 연기대상           | 여자 우수연기상                   | 행복어사전                     | 수상 |
| 1992 | MBC 연기대상           | 여자 최우수연기상                 | 여자의 방                      | 후보 |
| 1992 | 제13회 청룡영화상      | 여우주연상                        | 걸어서 하늘까지                | 후보 |
| 1993 | 제29회 백상예술대상    | 영화부문 여자 최우수연기상        | 걸어서 하늘까지                | 수상 |
| 1998 | KBS 연기대상           | 여자 최우수연기상                 | 거짓말                         | 후보 |
| 2000 | KBS 연기대상           | 여자 우수연기상                   | 바보같은 사랑                  | 수상 |
| 2001 | 제37회 백상예술대상    | TV부문 여자 최우수연기상          | 바보같은 사랑                  | 후보 |
| 2003 | 제2회 대한민국영화대상 | 여우주연상                        | 질투는 나의 힘                 | 후보 |
| 2003 | MBC 연기대상           | 연기자부문 특별상                 | 그대 아직도 꿈꾸고 있는가      | 수상 |
| 2005 | 제30회 골든체스트상    | 여우주연상                        | KBS TV 문학관 - 내가 살았던 집 | 수상 |
| 2005 | KBS 연기대상           | 여자 단막극상                     | KBS TV 문학관 - 내가 살았던 집 | 후보 |
| 2007 | SBS 연기대상           | 프로듀서상                        | 내 남자의 여자                 | 수상 |
| 2007 | 제8회 대한민국영상대전 | 포토제닉상                        | 빈칸                           | 수상 |
| 2008 | MBC 연기대상           | 여자 최우수연기상                 | 천하일색 박정금                | 수상 |
| 2008 | KBS 연기대상           | 여자 조연상                       | 그들이 사는 세상               | 수상 |
| 2010 | SBS 연기대상           | 연속극부문 여자 우수연기상        | 호박꽃 순정                    | 후보 |
| 2011 | 제48회 대종상          | 여우주연상                        | 세상에서 가장 아름다운 이별    | 후보 |
| 2011 | MBC 드라마대상         | 미니시리즈부문 여자 황금연기상    | 애정만만세                     | 수상 |
| 2011 | SBS 연기대상           | 주말·연속극부문 여자 최우수연기상 | 호박꽃 순정                    | 후보 |
| 2013 | SBS 연기대상           | 미니시리즈부문 여자 특별연기상    | 그 겨울, 바람이 분다           | 후보 |
| 2014 | SBS 연예대상           | 예능부문 여자 신인상              | 룸메이트 시즌2                 | 수상 |
| 2017 | KBS 연기대상           | 일일극부문 여자 우수연기상        | 이름 없는 여자                 | 후보 |
| 2021 | 제41회 청룡영화상      | 여우조연상                        | 결백                           | 후보 |
| 2021 | 제57회 백상예술대상    | 영화부문 여자 조연상              | 결백                           | 후보 |
| 2021 | 제26회 춘사영화제      | 여우조연상                        | 결백                           | 수상 |
| 2024 | MBC 연기대상           | 여자 조연상                       | 백설공주에게 죽음을-Black Out  | 후보 |

## 이외 이력
- 중앙대학교 연극학과 객원교수(2003)